# Didymella phleina
Didymella phleina är en svampart som beskrevs av Punith. & Årsvoll 1979. Didymella phleina ingår i släktet Didymella, ordningen Pleosporales, klassen Dothideomycetes, divisionen sporsäcksvampar och riket svampar.   Inga underarter finns listade i Catalogue of Life.